# Udara rona
Udara rona is een vlinder uit de familie van de Lycaenidae. De wetenschappelijke naam van de soort is voor het eerst gepubliceerd in 1894 door Henley Grose-Smith.

## Verspreiding
De soort komt voor in Indonesië en Papoea-Nieuw-Guinea.

## Ondersoorten
- Udara rona rona
  - = Cyaniris beretava Ribbe, 1899
  - = Cyaniris biagi Bethune-Baker, 1908
  - = Celastrina (Udara) singalensis thorida Toxopeus, 1928
- Udara rona catius (Fruhstorfer, 1910)
  - = Cyaniris singalensis catius Fruhstorfer, 1910
  - = Celastrina xanthippe Corbet, 1937
  - = Lycaenopsis cardia catius  Fruhstorfer, 1910
- Udara rona imeldae Schröder & Treadaway, 1998